# Santa Catarina Quioquitani
Santa Catarina Quioquitani è un comune del Messico, situato nello stato di Oaxaca.